# Yinxian
Yinxian (kinesiska: 隐贤) är en köping i östra Kina. Den ligger i Shou härad i staden Huainan i provinsen Anhui, omkring 77 kilometer nordväst om provinshuvudstaden Hefei. Antalet invånare är 41168. Befolkningen består av 19 578 kvinnor och 21 590 män. Barn under 15 år utgör 16,0 %, vuxna 15-64 år 72 %, och äldre över 65 år 10,0 %.